# Batteriespeicher

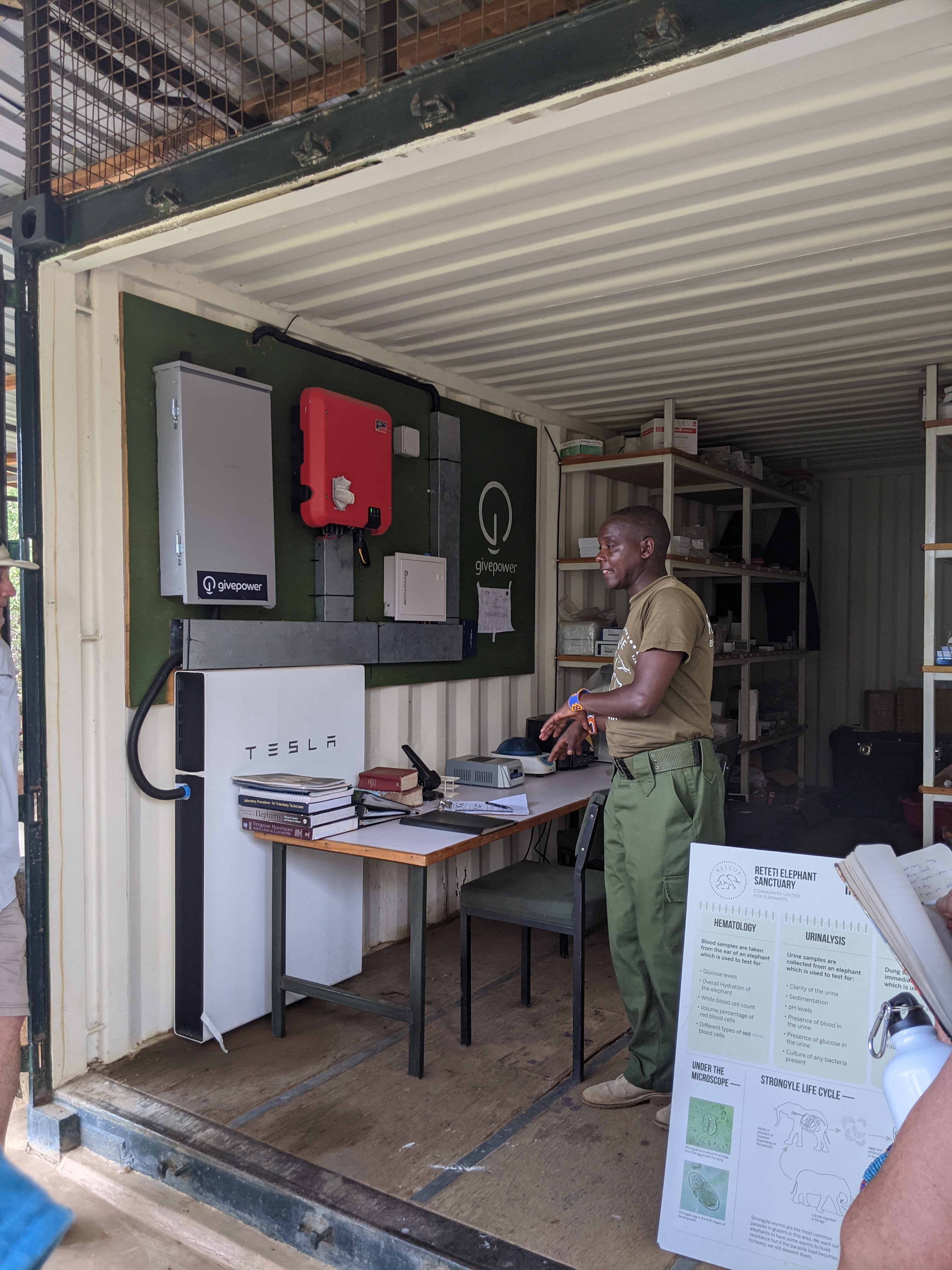
Batteriespeicher Tesla Powerwall 2

Ein Batteriespeicher, auch als Solarbatterie, Solarakkumulator oder Hausspeicher bezeichnet, ist ein stationärer Energiespeicher auf Basis eines Akkumulators und/oder eines Kondensators. Wichtige Kenngrößen von Batteriespeichern sind die Leistung (Watt) und die Speicherkapazität (Wattstunden).
Die Anzahl von Solarstromanlagen mit Batteriespeicher stieg in Deutschland von 5.000 Speichern im Jahr 2013 auf 1,8 Millionen im Jahr 2024.

## Einsatzbereiche

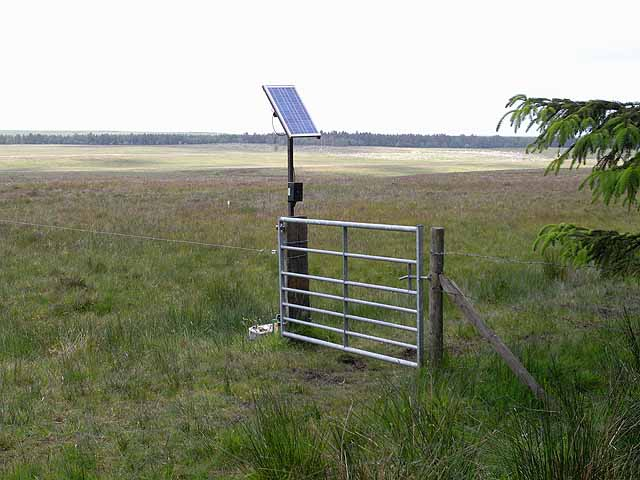
Mit Solarenergie gespeiste Batterie für einen vom Stromnetz unabhängigen Elektrozaun

Batteriespeicher ermöglichen in Kombination mit einer Photovoltaikanlage eine Stromversorgung abfern des Stromnetzes.

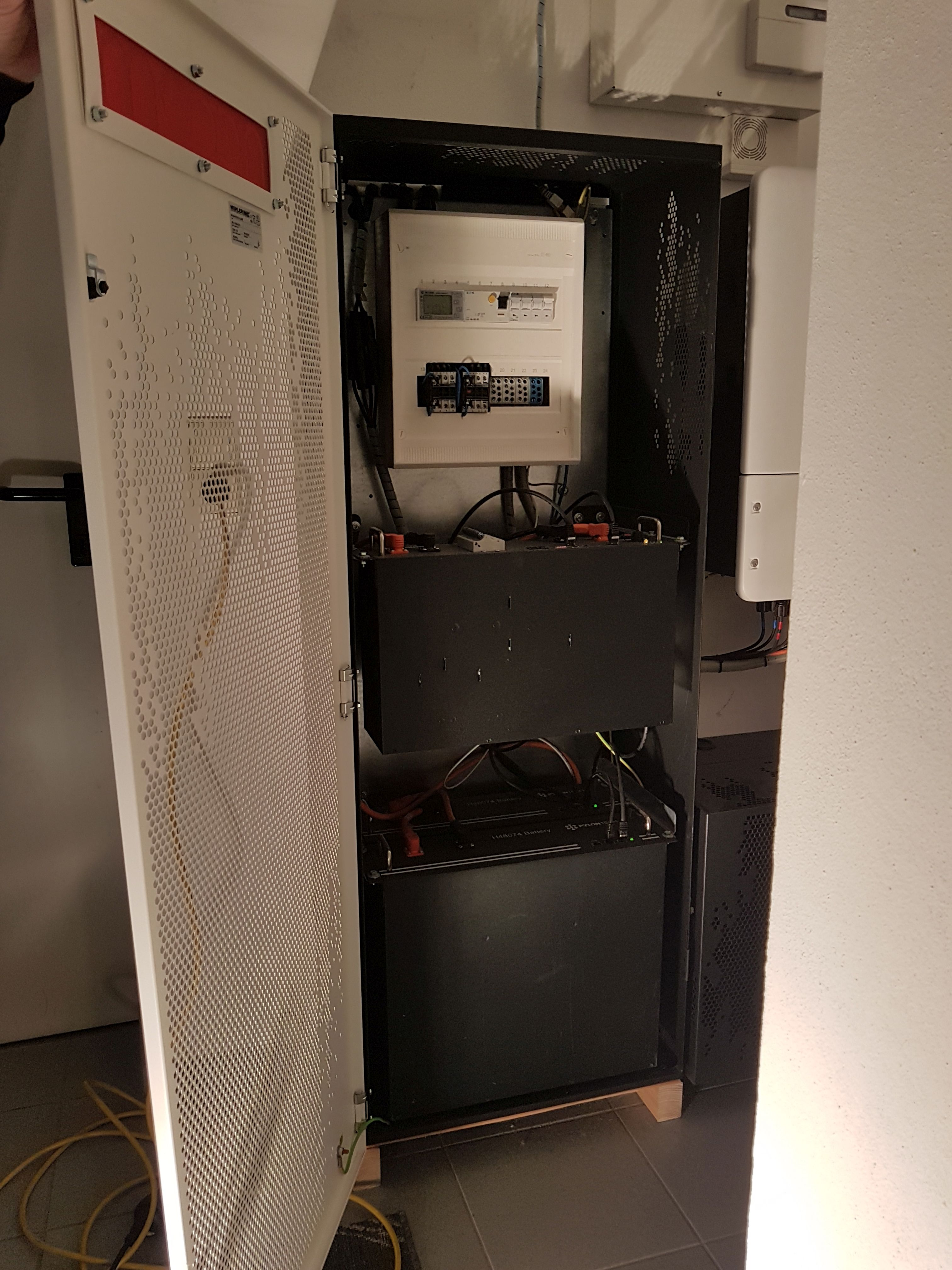
Hausspeicher für eine Heim-Photovoltaikanlage

Im häuslichen Bereich werden Batteriespeicher oft im Zusammenspiel mit einer Photovoltaikanlage betrieben (Hauspeicher). Somit können Ertragsüberschüsse während des Tages in ertragsarmen bzw. ertragslosen Abend- und Nachtstunden genutzt werden und Eigenverbrauch, Autarkie und Versorgungssicherheit erhöht werden.

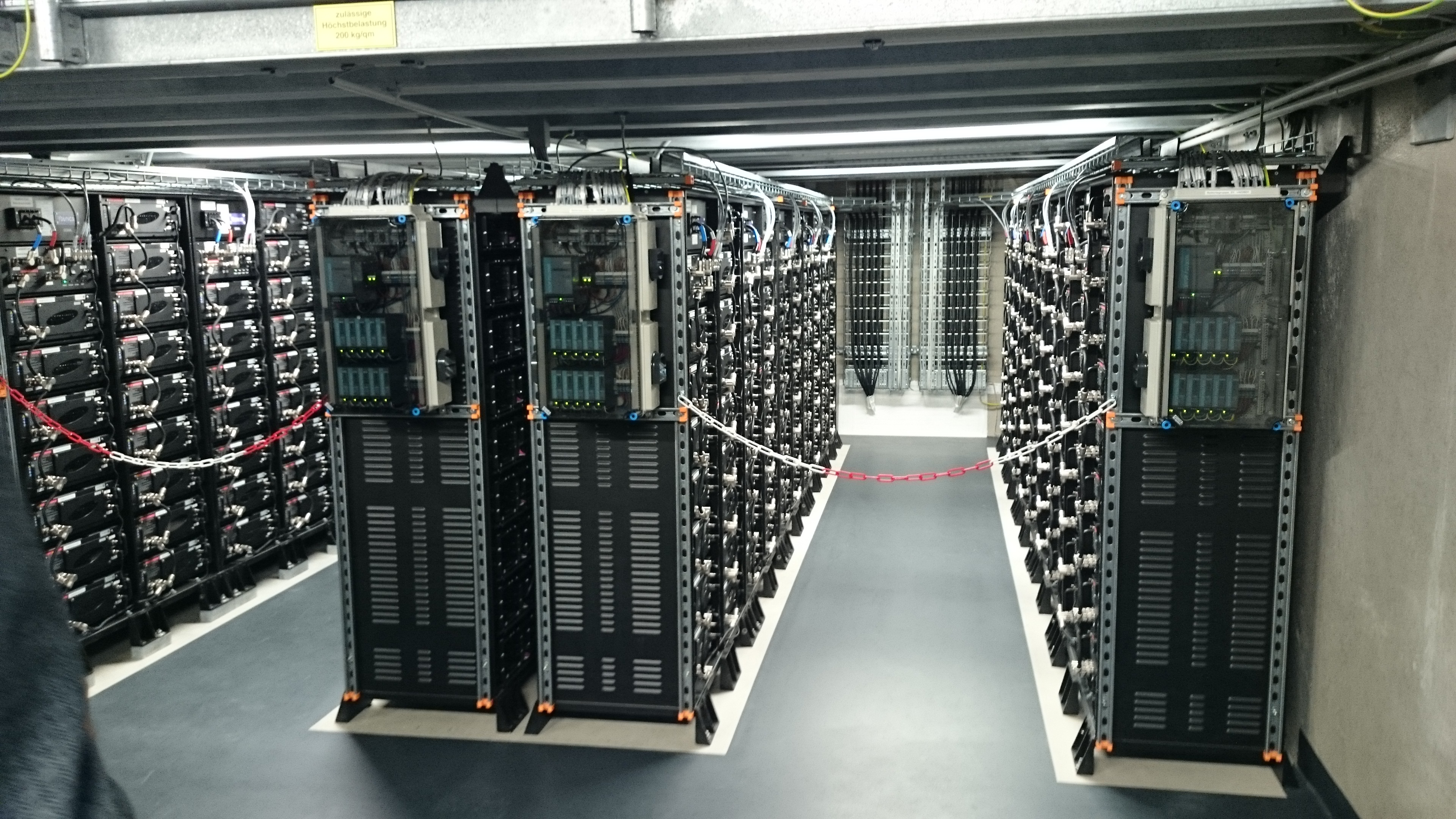
Batterie-Speicherkraftwerk Schwerin

Im gewerblichen Bereich werden Batteriespeicher mit größerer Speicherkapazität eingesetzt. Einer der größten geplanten Batteriespeicher mit bis vier Stunden Laufzeit bei 50 MW Leistung entsteht derzeit am Kraftwerksstandort Duisburg-Walsum.
Mehrere Batteriespeicher können zu einem Batterie-Speicherkraftwerk mit Speicherkapazitäten bis in den dreistelligen Megawattstunden-Bereich (MWh) verbunden werden.

## Verwendete Akkumulatoren
Es werden folgende Batteriesystem verwendet: Blei-Batteriesysteme, NiCd-Batterien, NiMH-Batterien, Li-Ionen-Batterien, NaNiCl2-Batterie, Ultracaps (Superkondensatoren) die in nachfolgender Tabelle mit ihren charakteristischen Daten verglichen sind:
| Batteriesystem                       | Pb/PbO2 | NiCd | NiMH    | Li-Ionen | NaNiCl2 | UCap |
| ------------------------------------ | ------- | ---- | ------- | -------- | ------- | ---- |
| Energiedichte (bei 2h entl.) [Wh/kg] | 35      | 50   | 66 (HE) | 149      | 94      | 3,4  |
| Leistungsdichte [W/kg]               | 100     | 180  | 150     | 664      | 169     | 2700 |
| Zellennennspannung [V]               | 2,00    | 1,2  | 1,2     | 3,6      | 2,58    | 2,5  |
| Ladeschlussspannung [V]              | 2,05    | 1,65 | 1,55    | 4,0      | 2,85    | 2,8  |
| Entladeschlussspannung [V]           | 1,7     | 1,0  | 1,0     | 2,7      | 1,72    | 1,4  |

### Bleiakkumulatoren
Der in der Vergangenheit am häufigsten für Batteriespeicher verwendete Akkutyp war der Bleiakkumulator. Für seinen Einsatz sprach der geringe Preis pro speicherbarer Energiemenge, die erreichbare Wartungsfreiheit, die geringe Selbstentladung und der vergleichsweise hohe Wirkungsgrad von etwa 80 %. Die Verluste bei Bleiakkus sind zum Teil durch das Ausgasen von Knallgas bei der Ladung zu erklären. Bei wartungsfreien Blei-Gel-Akkus sind die Ausgasungen reduziert.
Solar-Bleiakkumulatoren unterscheiden sich in ihrem inneren mechanischen Aufbau von anderen Bleiakkumulatoren: Sie sind optimiert auf eine besonders hohe Lebensdauer, Zyklenfestigkeit und das Verhalten bei tiefer Entladung. Typisch sind Zyklenzahlen von 1200 (mit einer Entladetiefe von ca. 80 %) bis zu einer Restkapazität von 80 %. Wartungsfreie Blei-Gel-Akkus haben den Vorteil, dass sich keine oder nur eine minimale Säureschichtung ausbildet, sie dafür aber nur eine wesentlich geringere Zyklenzahl von 400 bis 600 erlauben. Eine zusätzliche Umwälzung der Säure verhindert bei Blei-Akkus komplett die Säureschichtung. Dies ist vor allem im stationären Betrieb von Bedeutung.
Zum Teil wurden auch sogenannte Staplerbatterien eingesetzt; das sind Akkus, die üblicherweise bei Gabelstaplern als Antriebsbatterie zum Einsatz kommen. Dabei handelt es sich ebenfalls um Bleiakkumulatoren, jedoch mit 1500 Ladezyklen.

### Lithium-Ionen-Akkumulatoren
In jüngerer Zeit haben sich Lithium-Ionen-Akkumulatoren als meist verwendeter Batteriespeicher durchgesetzt: Im vierten Quartal 2015 waren in Deutschland 90 Prozent aller geförderten Speichersysteme Lithiumbatterien. Insbesondere werden auch Lithium-Eisenphosphat-Akkumulatoren eingesetzt, welche sich durch eine hohe Zyklenfestigkeit, hohe Sicherheit und kleinen Preis auszeichnen und auch als Antriebsbatterien zum Einsatz kommen. Der Wirkungsgrad liegt Stand 2012 in der Größenordnung 90 % bis 95 %.
Grund für die zunehmende Verbreitung sind stark gefallene Preise (siehe auch Akku-Preise) und eine höhere Zyklenfestigkeit als bei Bleiakkus. Einige Hersteller geben aufgrund von Simulationen an, mehr als 10.000 Lade- und Entladezyklen erreichen zu können. Unabhängige wissenschaftliche Publikationen verweisen auf geringe Erfahrungswerte im Praxiseinsatz; die Verbraucherzentrale NRW nimmt eine Lebensdauer von 10 bis 15 Jahren an.

### Redox-Flow-Batterie
Eine Redox-Flow-Batterie speichert elektrische Energie in chemischen Verbindungen, wobei die Reaktionspartner in einem Lösungsmittel in gelöster Form vorliegen. Die Energiedichte ist niedriger als bei Lithium-Ionen-Akkumulatoren, aber die Redox-Flow-Batterie bietet einige Vorteile: Die Zyklenfestigkeit mit bis zu 20.000 Ladevorgängen ist höher und das Risiko für einen Brand ist geringer.

### Weitere Konzepte
Als Batteriespeicher können ebenfalls gebrauchte Akkus von Elektroautos genutzt werden, die für ihren ursprünglichen Einsatzzweck nicht mehr genug Kapazität haben, als Batteriespeicher jedoch noch ausreichen. Derartige Akkus haben oft noch 70 bis 80 % ihrer ursprünglichen Kapazität, sind aber deutlich günstiger als fabrikneue Batteriespeicher.
In Deutschland sind auch Lösungen realisiert, bei denen Hausbesitzer mit Solaranlagen den Akku des eigenen Elektroautos als Stromspeicher nutzen („bidirektionales Laden“). Derzeit fehlen aber noch die technischen und regulatorischen Voraussetzungen für einen Masseneinsatz.
Der Ökostromversorger Lichtblick schaltet die Batteriespeicher seiner Kunden zu einer Schwarmbatterie zusammen, die dann zentral gesteuert wird. Die Kunden erhalten Geld für die Bereitstellung ihrer Speicher.
Eine Marktübersicht der erhältlichen Batteriespeichersysteme hat das PV Magazin und C.A.R.M.E.N. e. V. jeweils erstellt.

## Wirtschaftlichkeit
Für die Berechnung der Wirtschaftlichkeit eines Batteriespeichers sind zahlreiche Parameter zu berücksichtigen, die häufig mit Unsicherheit behaftet sind:
- Anschaffungs- und Installationskosten des Speichers und seines Zubehörs (abzgl. eventueller Förderbeträge)
- die Lebensdauer des Speichers und der Verlauf der Degradation
- die Höhe der Einspeisevergütung
- die zukünftige Strompreisentwicklung
- Wartungs- und Reparaturkosten
- das Lastprofil (zeitlicher Verlauf des Eigenverbrauchs über den Tagesverlauf und die Jahreszeiten hinweg)
- das Erzeugungsprofil (zeitlicher Verlauf der Stromerzeugung über den Tagesverlauf und die Jahreszeiten hinweg)
- der Wirkungsgrad des Wechselrichters und Verluste beim Laden und Entladen der Akkus[23][24]
- eventuelle Finanzierungskosten

Eine Studie der Hochschule für Technik und Wirtschaft Berlin von 2019 im Auftrag der Verbraucherzentrale NRW stellte für verschiedene Szenarien privater PV-Anlagen einen durchgängig negativen Einfluss auf die Wirtschaftlichkeit von PV-Anlagen fest und kam zu dem Schluss, „dass der Speicherkauf unter den getroffenen Annahmen und Rahmenbedingungen heute praktisch unter wirtschaftlichen Gesichtspunkten nicht begründet werden kann.“ Zu einem ähnlichen Ergebnis gelangte auch eine Studie der RWTH Aachen von 2015. Sie prognostizierte zwar eine sich verbessernde Wirtschaftlichkeit aufgrund fallender Speicherpreise und Einspeisevergütungen, rechnet jedoch erst für ab 2030 installierte Anlagen mit einer ungefährdet positiven Wirtschaftlichkeit.

## Umweltbilanz
Für Herstellung von Batteriespeichern werden wie bei allen Batterien die Umwelt belastende Ressourcen benötigt. Die Speicher erhöhen nicht die Stromproduktion, vermindern aber die Nutzung des erzeugten PV-Stroms durch Speicherverluste. Die Speicherverluste während des Betriebs liegen jedoch in etwa derselben Größenordnung wie die Transportverluste von konventionellem Strom über die Transport- und Verteilnetze.
Die RWTH Aachen hat 2015 in einer Modellrechnung gemäß der Umweltbilanzrichtlinie CML-IA ermittelt, dass Lithium-Ionen-Batteriespeicher die Netto-Umweltentlastung von Photovoltaikanlagen um ca. 10 % mindern, Bleiakkumulatoren sogar um 25 %. Dennoch resümieren die Autoren, „dass PV-Speicher die Ökobilanz von PV-Strom zwar belasten, diese Belastung aber nicht unangemessen oder unverhältnismäßig hoch ausfällt.“

## Alternative Speicher

### Thermospeicher
Als Alternative zur Batteriespeicherung kann die Energie des erzeugten Solarstroms in Energie in einem Wärmespeicher umgewandelt werden. Dazu wird z. B. mit einer Wärmepumpe Brauchwasser erhitzt und gelagert. Die so gespeicherte thermische Energie wird nicht wieder in elektrische Energie zurückverwandelt, sondern dem Heizsystem und dem Brauchwasser zugeführt. Mit einer intelligenten Steuerung kann auch die Einspeisespitze zur Mittagszeit reduziert werden.

### Wasserstoff-Speicherung
Ab dem Jahr 2021 wurden in der Schweiz einzelne Anlagen zur Erzeugung von Wasserstoff in Betrieb genommen. Mit solchen Anlagen kann Sommerstrom im Winter verbraucht werden.

### Methanol-Speicherung
2025 wurde in der Schweiz das erste auf Methanol beruhende Solarstrom-Speichersystem in Betrieb genommen. Von den Erstellern wurde mit Experten der Hochschule für Technik Rapperswil der Bau der ersten Methanol-Produktionsanlage der Schweiz geplant, welche zu einem späteren Zeitpunkt das grüne Methanol liefern werde.

## Förderprogramme
Im deutschsprachigen Raum gibt es derzeit einige regionale Förderprogramme zur Anschaffung von Batteriespeicher und in Deutschland ein bundesweites Programm. Diese Förderprogramme werden nachfolgend vorgestellt.

### Bundesprogramm in Deutschland (eingestellt)
Das Förderprogramm 275 “Erneuerbare Energien – Speicher” der staatlichen Kreditanstalt für Wiederaufbau (KfW) unterstützte die Nutzung von stationären Batteriespeichersystemen in Verbindung mit einer Photovoltaikanlage, die an das elektrische Netz angeschlossen sind, durch zinsgünstige Darlehen der KfW und durch Tilgungszuschüsse. Das Förderprogramm lief vom 1. Mai 2013 bis zum 31 Dezember 2018. Ziel war es, dass Besitzer von Solaranlagen stärker auf den Eigenverbrauch von Solarenergie setzen. Das Startvolumen betrug 25 Millionen Euro. Mit dem Förderprogramm wurden nur neu errichtete Solaranlagen (mit bis zu 30 %, maximal 600 Euro pro kWh) oder nachträglich installierte Batteriespeicher für den von der Solaranlage produzierten Strom gefördert.
Bis August 2018 wurden deutschlandweit ca. 100.000 Batteriespeicher in Betrieb genommen. Ende 2017 gab es in Deutschland gut 80.000 Batteriespeicher, der Zuwachs 2017 lag bei mehr als 30.000 Anlagen. Laut BSW-Solar halbierten sich die Kosten für Batteriespeicher binnen 4 Jahren. Von 2014 bis 2016 sanken die Kosten um ca. 40 %, weitere Kostensenkungen in der gleichen Dimension werden erwartet.

### Landesförderprogramm im Freistaat Sachsen (eingestellt)
In Sachsen wurden dezentrale Energiespeicher für erneuerbare Energien seit dem 1. Oktober 2013 mit bis zu 75 % bis maximal 50.000 Euro gefördert. Das entsprechende Förderprogramm der SAB – Sächsische Aufbaubank hieß „Innovative dezentrale Stromerzeugung und -speicherung“. Gefördert wurden dezentrale Stromspeicher, die den produzierten Strom einer Solaranlage speicherten, sowie Modellprojekte, bei denen der Solarstrom nicht über das EEG vergütet, sondern eine Vermarktung außerhalb des EEGs angestrebt wurde. Die Höhe der Förderung betrug zwischen 50 % und 75 %. Hierbei mussten mindestens 60 % des selbstproduzierten Solarstroms selber verbraucht werden und der Batteriespeicher musste eine Speicherkapazität von mindestens 2 kWh haben. Für die Mindestforderung von 50 % durfte maximal 40 % des produzierten Solarstroms in das öffentliche Stromnetz eingespeist werden. Der Batteriespeicher musste mindestens eine Kapazität von 2 kWh haben und die Leistungsdaten des Batteriespeichers mussten für drei Jahre der Sächsischen Energieagentur zur Verfügung gestellt werden. Diese Förderung wurde auf 60 % erhöht, wenn zusätzlich eine innovative Steuerung verwendet wurde, mit der ein intelligentes Ansteuern von elektrischen Verbrauchern möglich ist. Mindestens 10 % des Jahresstromverbrauchs am Investitionsort mussten hierdurch steuerbar sein. Wenn die Datenerfassung nicht alle 15 Minuten, sondern alle fünf Minuten erfolgte und die Daten für Dritte im Internet für wenigstens drei Jahre bereitgestellt wurden, waren 70 % der Kosten der Batteriespeicher förderfähig. Die maximale Förderhöhe für dezentrale Stromspeicher betrug 30000 Euro. Eine 75 % -Förderung bis zu 50000 Euro erhielten Modellvorhaben zum eigenwirtschaftlichen Betrieb von Photovoltaiksystemen. Hierzu musste zusätzlich zu den vorher genannten Voraussetzungen ein Konzept erarbeitet werden, durch welches auf innovative Weise eine Verbesserung der Netzintegration der Solaranlage und des Batteriespeichers erreicht wurde. Außerdem musste auf die Einspeisevergütung aus dem EEG verzichtet und ein Stromaustausch mit dem öffentlichen Stromnetz gewährleistet werden (keine Förderung von autarken Solar-Inselanlagen).

### Förderprogramm des Landes Brandenburg
Das Bundesland Brandenburg fördert seit dem 27. Juli 2018 Erwerb, Installation und Lieferung von Stromspeichern ab einer Nutzkapazität von 2,0 kWh im Rahmen seines 1.000 Speicher-Programms. Der 50 % Zuschuss wird für Wohneigentümer mit Wohnsitz in Brandenburg ab einem Zuwendungsbetrag von 2.500 Euro gewährt und kann maximal 7.000 Euro betragen. Das Wohngebäude, für das die Förderung beantragt wird, darf ausschließlich selbst und zu Wohnzwecken genutzt werden. Träger des bis zum 31. Dezember 2022 laufenden Programms ist die Investitionsbank des Landes Brandenburg, bei der die Anträge über ein elektronisches Formular oder schriftlich gestellt werden können. Die Förderung erfolgt nach dem Erstattungsprinzip in Form eines nicht rückzahlbaren Zuschusses. Die Leistung muss nach eingehendem Bescheid per Überweisung bezahlt und die Zahlung per Rechnung und Kontoauszug nachgewiesen werden.
Förderfähig sind die dezentralen Energiespeicher unter der Bedingung, dass der mit dem Speicher verbundene Solargenerator nicht mehr als 60 % seiner Nennleistung unter Standard-Testbedingungen ins Netz einspeist. Zudem müssen durch die Installation des Speichers der Eigenverbrauchsanteil bezogen auf den Jahresverbrauch und der Autarkiegrad auf mindestens 50 % liegen.

### Förderung in Österreich
Wurden in der Vergangenheit Stromspeicher nur in wenigen Bundesländern gefördert, so gibt es seit 2020 eine bundesweite Förderung für mit Photovoltaikanlagen gekoppelte Stromspeicher. Gefördert werden Neuanlage oder Erweiterung von Stromspeichern bis zu einer nutzbaren Kapazität von 50 kWh.
Ende Q1 2024 gab es in Österreich 24.463 Batteriespeicher, wobei 83 % davon zwischen 10 und 50 kWh Speicherkapazität hatten. Alleine die Photovoltaik-Batteriespiecher kamen Ende 2023 auf in Summe 1,274 GWh Speicherkapazität.